# جوليان نيكلسون
جوليان نيكلسون (بالإنجليزية: Julianne Nicholson) (ولدت في 1 يوليو 1971) هي ممثلة أمريكية معروفة، اشتهرت بأدوارها في التلفزيون والسينما، لا سيما في مسلسل مير من إيست تاون الذي نالت عنه جائزة إيمي، بالإضافة إلى مشاركتها في أفلام مثل August: Osage County وI, Tonya.

## النشأة والتعليم
وُلدت جوليان في مدينة ميدفورد بولاية ماساتشوستس. نشأت في عائلة كاثوليكية، وكانت واحدة من أربعة أطفال. درست في جامعة هنتر بمدينة نيويورك، لكنها تركت الجامعة لاحقًا لمتابعة عرض الأزياء قبل أن تتجه إلى التمثيل.

## المسيرة الفنية
بدأت مسيرتها الفنية في أواخر التسعينيات، وظهرت في عدد من الأعمال التلفزيونية والسينمائية.

### أعمال تلفزيونية بارزة
- Mare of Easttown (2021) – بدور لوري روس
- Law & Order: Criminal Intent – بدور المحققة ميغان ويلر
- Boardwalk Empire
- Masters of Sex
- The Outsider
- Eyewitness

### أفلام بارزة
- "أغسطس: مقاطعة أوساج" (2013)
- "أنا، تونيا" (2017)
- "تالي" (2018)
- "كينسي" (2004)
- "بيجامة فلانيل" (2006)

## الجوائز
- جائزة إيمي برايم تايم لأفضل ممثلة مساعدة في مسلسل قصير – عن مسلسل Mare of Easttown (2021).

## الحياة الشخصية
متزوجة من الممثل البريطاني جوناثان كايك، ولديهما طفلان.

## الأعمال
شاركت جوليان نيكلسون في مسلسل "مير أوف إيست تاون".

## وصلات خارجية
- جوليان نيكلسون في قاعدة بيانات الأفلام على الإنترنت

## روابط خارجية
- جوليان نيكلسون على موقع IMDb (الإنجليزية)
- جوليان نيكلسون على موقع ميتاكريتيك (الإنجليزية)
- جوليان نيكلسون على موقع روتن توميتوز (الإنجليزية)
- جوليان نيكلسون على موقع قاعدة بيانات الأفلام العربية
- جوليان نيكلسون على موقع ألو سيني (الفرنسية)
- جوليان نيكلسون على موقع تيرنر كلاسيك موفيز (الإنجليزية)
- جوليان نيكلسون على موقع أول موفي (الإنجليزية)
- جوليان نيكلسون على موقع قاعدة بيانات الأفلام السويدية (السويدية)
- جوليان نيكلسون على موقع إن إن دي بي (الإنجليزية)
- جوليان نيكلسون على موقع قاعدة بيانات الفيلم (الإنجليزية)